# Tiron (Banyakan)
Tiron is een bestuurslaag in het regentschap Kediri van de provincie Oost-Java, Indonesië. Tiron telt 11.374 inwoners (volkstelling 2010).